# Manufacture royale de Montolieu
La manufacture royale de Montolieu est une ancienne usine située à Montolieu, en France.

## Description

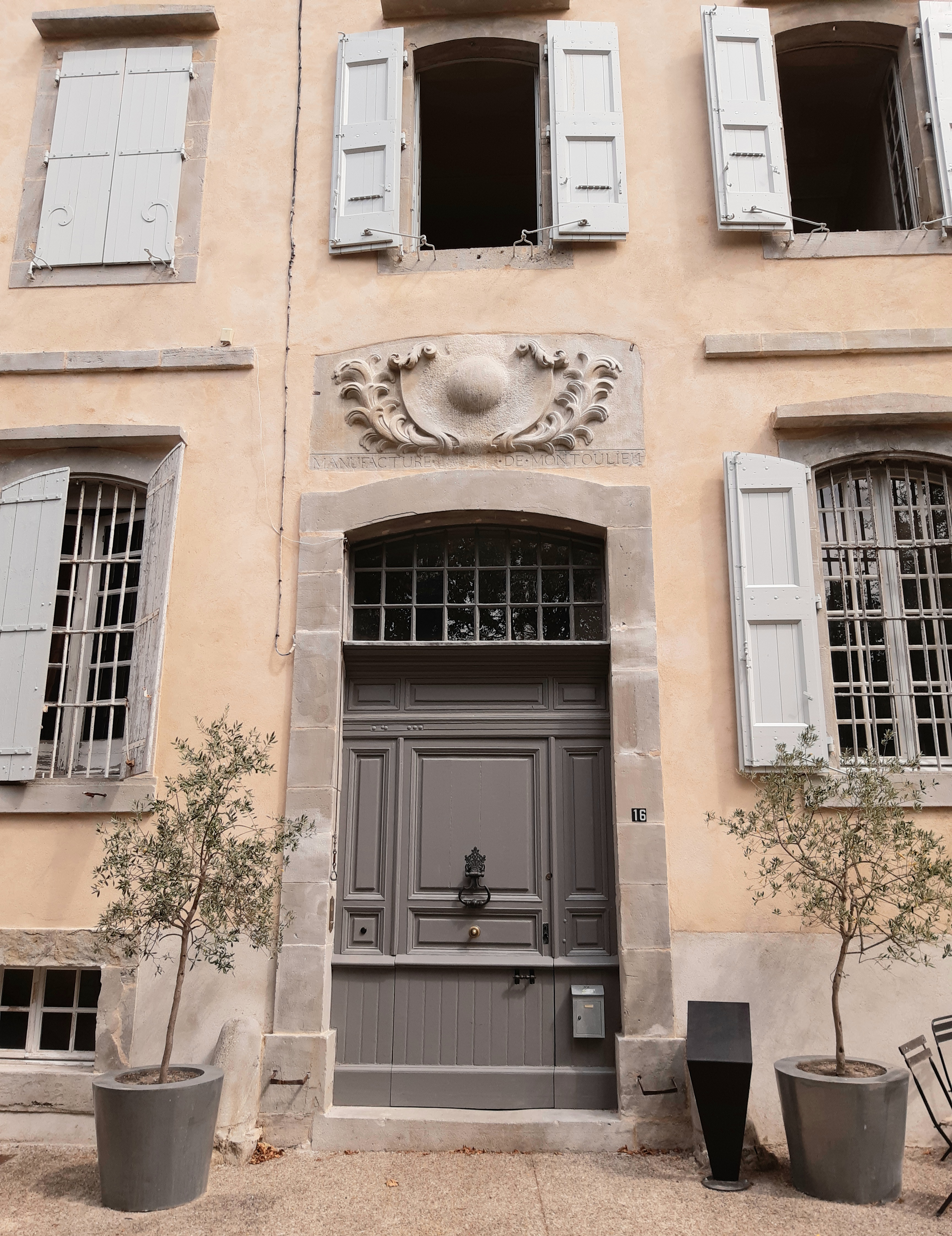
Entrée de l'ancienne manufacture royale de draps de Montolieu.

Ancienne manufacture des draps construite sur l'ordre de Louis XV en 1739,

## Localisation
L'usine est située sur la commune de Montolieu, dans le département français de l'Aude en bordure de la rivière « La Dure ».

## Historique
L'édifice est inscrit au titre des monuments historiques en 2004.
La manufacture fondée par Louis Pascal (1695-1752), fut érigée en manufacture royale par lettres-patentes du roi le 12 janvier 1734, devenant la douzième des manufactures royales que possédait la province du Languedoc. Elle obtint comme les onze autres, le don annuel et gratuit de 3,000 francs à titre d'encouragement. En 1742, un contingent de 600 pièces, le plus fort du Languedoc avec celui de la Trivalle, située à Carcassonne, lui fut attribué. Ses draps avait une réputation de finesse et de perfection. Pierre-André-Louis Thoron (1748-1818), qui fut maire de Montolieu, la dirigera à partir de 1756. Elle connut son apogée jusqu'en 1790,.
Le baron Guillaume Peyrusse, travailla de 1798 à 1805, dans sa jeunesse, pour cet établissement, auquel il était rattaché par sa mère, la fille du fondateur Louis Pascal.
De février à septembre 1939, y furent internés des réfugiés Républicains Espagnols lors de la Retirada. 
La manufacture, a été reconvertie en chambres d'hôtes,.